# 가랑 쿠올
가랑 마위엔 쿠올(영어: Garang Mawien Kuol, 2004년 9월 15일 ~ )은 오스트레일리아의 축구 선수이다. 포지션은 공격수이며, 현재 에레디비시의 폴렌담에서 뛰고 있다. 그는 2023년 1월 잉글랜드 프리미어리그의 클럽인 뉴캐슬 유나이티드 FC에 합류했다.